# Abin Sur
Abin Sur est un personnage de fiction créé par John Broome et Gil Kane appartenant à l'univers DC Comics. Il est membre du Corps des Green Lantern et est plus connu comme étant le prédécesseur du Green Lantern Hal Jordan qu'Abin Sur choisit pour être le porteur de son anneau. Durant la continuité post-Infinite Crisis, il est révélé qu'il est le beau-frère de Sinestro et donc l'oncle de sa fille Soranik Natu<[réf. nécessaire]. Ce super-héros a été dessiné selon les traits de l'acteur américain Yul Brynner.

## Biographie fictive
Abin Sur était à l'origine un professeur d'histoire sur la planète Ungara avant d'être nommé Green Lantern du Secteur 2814 au milieu des années 1860. Il devient pendant son enfance le meilleur ami de Ruch Ehr et de Munni Jah. Il est secrètement amoureux de cette dernière mais n'a jamais osé avouer ses sentiments.
Recruté alors par le Green Lantern Starkaor, il a l'habitude de séjourner sur la planète terre. Pendant la conquête de l'ouest, il fait équipe avec un ancêtre de Hal Jordan pour combattre un extraterrestre appelé le Traître, responsable de la mort de son mentor Starkaor. Abin Sur souhaite porter à son tour l'anneau de Starkaor quand celui-ci est tué par le Traître. En 1873, alors qu'il est gravement blessé, il recrute le juriste Daniel Young pour devenir temporairement Green Lantern. Et au cours de la Seconde Guerre Mondiale, il rencontre Bulletman et Starman et les aide à combattre un extraterrestre contrôlé par Mister Mind. Plus tard, il vient sur terre afin de poursuivre un ennemi inconnu mais ce dernier parvient à neutraliser le pouvoir de son anneau. Il découvre alors les formes inconscientes de Jay Garrick et Alan Scott à qui il emprunte l'anneau, légèrement différent du sien. Il l'utilise pour battre son adversaire, profitant de son efficacité contre l'énergie jaune. Il rencontre aussi J'onn J'onzz lors d'un séjour sur terre, pendant une période située entre l'Âge d'or et l'Âge d'argent. À un moment donné, Abin Sur emprisonne Myrhydden à l'intérieur de sa bague, le privant ainsi de sa voix, utile au monstre pour lancer des sorts. Plus tard, il est envoyé sur terre par les Gardiens pour arrêter le dangereux et célèbre gangster Al Magone. Il le capture et l'emprisonne sur une planète prison où le temps se fige à jamais. Ce fait aura des répercussions à travers l'histoire du Corps des Green Lantern pour les décennies à venir.

### Mort
Lors d'une patrouille de routine, il est attaqué par Legion, alors qu'il se trouve près d'Oa. Son vaisseau est terrassé par les radiations jaunes du soleil et est endommagé sérieusement ; il est alors contraint d'atterrir sur la planète habitable la plus proche (en l'occurrence, la Terre). Gravement blessé, et sachant que sa mort est proche, il s'empresse d'utiliser son anneau pour rechercher un successeur, un homme sans peur. La première possibilité est Clark Kent, mais n'étant pas originaire de la Terre, il n'est pas choisi. Les candidats suivants choisis par l'anneau sont Guy Gardner et Hal Jordan. Ce dernier est le plus proche et l'anneau le choisit, l'amène à Abin Sur qui lui donne la précieuse lanterne verte à l'énergie de la volonté, juste avant de mourir. Hal teste sa bague en déplaçant une montagne, puis cache le vaisseau de l'Ungarien dans un endroit sûr, selon les consignes de ce dernier. Plus tard, on apprend que Hal Jordan a enterré Abin Sur dans un endroit inaccessible de la Sierra Madre et y a placé une petite pierre tombale.
Pendant une brève période du Zero Hour, Abin Sur est téléporté vers le présent, où il aide les Darkstars à combattre Krona. Un autre Darkstar et ami proche d'Abin Sur se bat avec lui pour aider ses semblables. À la fin de la bataille, ils retournent à leurs propres époques.
De l'au-delà, Abin Sur aide Jordan à pénétrer dans le domaine de la mort du seigneur Nekron afin de l'empêcher de pénétrer dans l'univers des vivants et éventuellement le détruire. Jordan parvient à inciter les esprits des défunts membres du Corps des Green Lantern à tenir face au monstre assez longtemps pour que les Gardiens puissent le capturer et le sceller définitivement. Après cela, Sur aide son successeur à quitter le royaume tout en lui disant à quel point il est fier de lui. Plus tard, il sacrifie son âme pour aider Swamp Thing à sauver la fille de Tefé Hollande du démon Nergal.
Le repos éternel d'Abin Sur est perturbé par des événements qui renvoient son âme vers la Terre. Il tentera, en vain, d'aider le Green Lantern Kyle Rayner à enquêter sur ce fait.
Il est révélé plus tard qu'une partie de son âme est toujours torturée en enfer tandis que son esprit assistait Hal Jordan pendant la brève période où ce dernier est devenu le Spectre. Finalement, il réussit à libérer définitivement son âme de l'Enfer et assiste désormais Hal Jordan dans différentes quêtes et aventures spirituelles. Plus tard, il invoque la Karamm-Jeev, une forme de réincarnation Ungarien, et renaît dans le corps de Lagzia, la fille de Ruch Ehr, un vieil ami du héros.
À un certain moment dans sa vie, Abin Sur a eu un fils, Amon Sur, qui deviendra plus tard le chef du syndicat criminel Black Circle. Amon en veut amèrement à son père de l'avoir abandonné pour devenir un Green Lantern ; il décide de se retourner contre ces derniers pour manifester sa colère. Il est plus tard arrêté par le successeur de Hal Jordan, Kyle Rayner, ainsi qu'une deuxième génération de Gardiens de l'univers appelée Lianna. Amon affronte alors Hal Jordan lui-même, qui est retourné à son statut de Green Lantern, après avoir été ressuscité et libéré de l'emprise de Parallax,. Hal Jordan élimine le fils d'Abin Sur, mais ce dernier reçoit un double de l'anneau de Sinestro de la part des Gardiens et disparaît. Hal ramène plus tard le corps d'Abin Sur et l'enterre. Après l'inhumation, une mystérieuse lumière jaune apparaît dans le ciel.

### The Prophecy

Logo du Corps des Green Lantern

Dans le comic Sinestro Corps War, il est révélé qu'avant sa mort, Abin Sur a découvert une prophétie concernant le Multivers et les pouvoirs du Spectre émotionnel, ainsi que des révélations concernant Blackest Night. Le numéro Green Lanterne: Secret Origin rajoute davantage de détails sur cette quête qui l'a notamment mener à interroger Les 5 inversions sur Ysmault, à l'origine de la prophétie. Il apprend alors que la Terre est le berceau de l'Énergie Noire, c'est-à-dire l'antithèse du spectre émotionnel. Il découvre aussi que la prophétie a annoncé sa propre mort ; il est prédit que son anneau cessera de fonctionner pendant un combat, et ce désagrément lui sera fatal. Il effectue par la suite des voyages sur Terre pour apprendre davantage sur Blackest Night, dans le but d'empêcher l'accomplissement de cette prophétie. Au cours de sa quête, il commence à perdre foi en l'énergie de la volonté qui habite son anneau, et commence à ressentir ce que tout Green Lantern doit combattre : la peur. La perte de sa volonté commence à se ressentir lorsque ses constructions sont devenus faibles. Plus tard, un prisonnier qu'Abin Sur est chargé de transférer profite de sa faiblesse apparente pour l'attaquer, puis s'échappe et provoque le crash de son vaisseau. Gravement blessé, il procède immédiatement au processus de sélection par l'énergie de la volonté de l'anneau, qui choisit alors Hal Jordan pour lui succéder. Sa découverte de la prophétie des Cinq Inversions est notée dans le Livre d'Oa. Cependant, ses affirmations sont considérées comme des mensonges par ses ennemis et, des années plus tard, un des Gardiens, nommé Scar, brûle la page du livre qui mentionne la prophétie,. Seulement deux Gardiens, Ganthet et Sayd, ainsi que la tribu Zamaron, ont pris en considération les découvertes d'Abin Sur,.

### Blackest Night

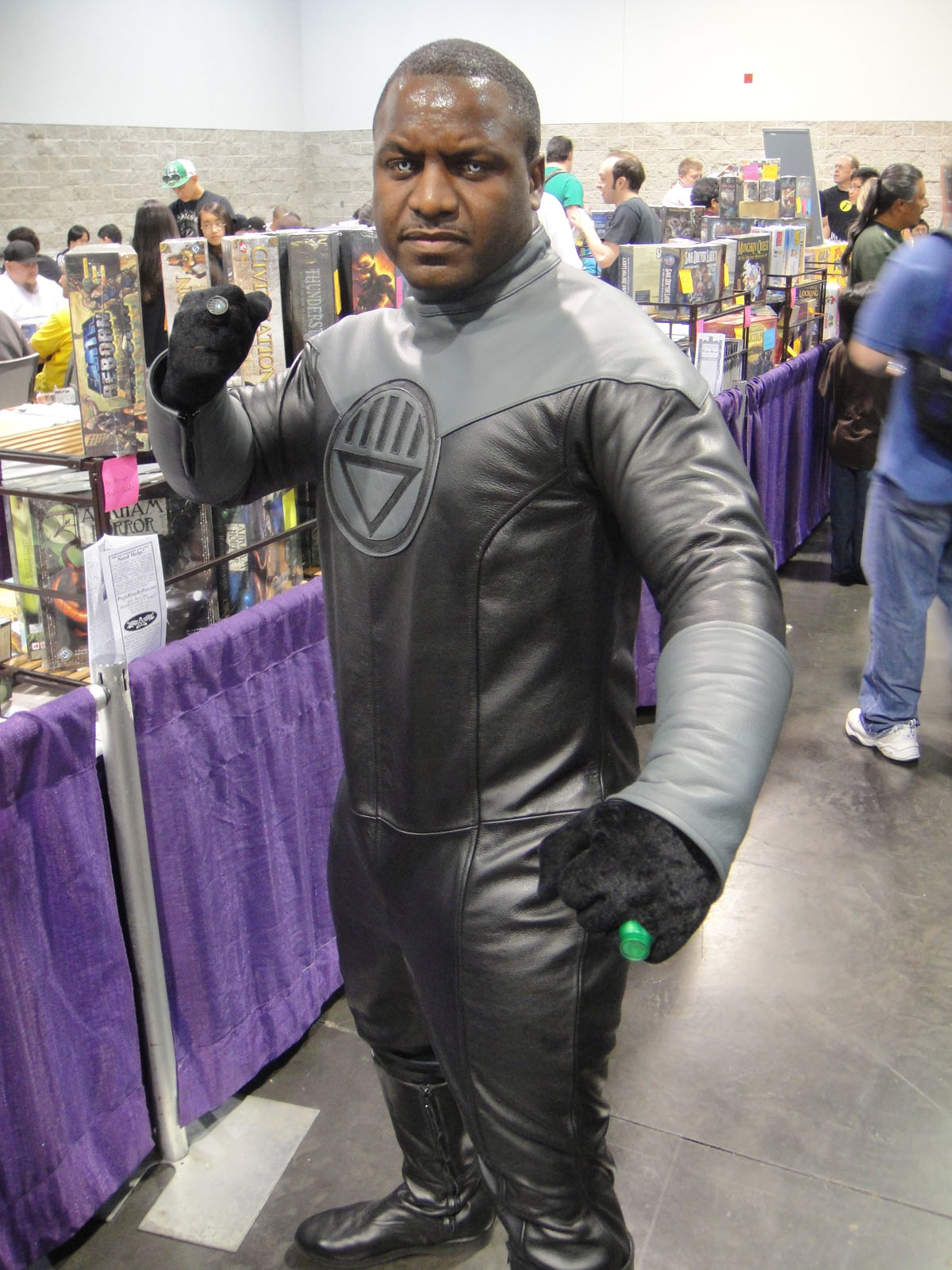
Cosplay d'un Green Lantern de la continuité Blackest Night.

Durant la continuité Blackest Night, la dernière partie de la prophétie est accomplie. Un anneau à l'énergie noire atteint alors la tombe d'Abin Sur à Ungara et invite ce dernier à « se réveiller. » Un flashback sur son passé révèle qu'il a eu une sœur du nom d'Arin, qui a vécu une romance avec Sinestro et qui est morte dans des circonstances inconnues. Indigo-1, le chef de la tribu Indigo a également déclaré avoir rencontré Abin Sur avant sa mort. Devenus alors les Black Lantern, Abin Sur et Arin arrivent sur Korugar pour affronter Sinestro et Hal Jordan. Ils sont vaincus par les efforts combinés de ces derniers aidés par Indigo-1 et Carol Ferris, qui joignent ensemble leurs anneaux pour détruire l'énergie noire, éliminant les Black Lantern. Avant de mourir, Abin Sur déclare avoir reconnu Indigo-1. Dans Blackest Night #5, le serment de la tribu Indigo est révélé comme faisant référence au Corps des Green Lantern et comprend une ligne qui mentionne le nom d'Abin Sur. Toutefois, en raison de la complexité de la langue Indigo, aucun autre détail n'est révélé à propos de ce serment.
Pendant le règne de Krona sur le Corps des Green Lantern, Sinestro ainsi que d'autres possesseurs d'anneaux verts sont emprisonnés dans le livre noir et sont confrontés par des visions de leurs vies d'avant la période Green Lantern. Sinestro y rencontre alors un membre de la tribu Indigo-1 enfermé dans une prison et essaye de trouver sa localisation. Toutefois, il se résigne à trouver un plan pour élaborer sa propre évasion du livre noir. Il est révélé plus tard que pendant une mission de routine, Abin Sur avait découvert la lumière indigo sur la planète Nok, Natromo l'a ensuite forgé dans une batterie céleste puis la donne à Iroque, premier membre de la tribu Indigo et responsable de la mort du fille d'Abin Sur. Il a agi ainsi car il voyait le danger que les Gardiens de l'Univers représenteraient une fois Blackest Night passé. Il a pour cela convenu de remplacer les Gardiens, faute de pouvoir les éliminer.
Par la suite, dans DC Renaissance, le héros apparaît dans un monde inconnu d'émeraude ou le Corps des Green Lantern n'existe plus. Lorsque Hal Jordan s'introduit dans ce monde après avoir éliminé Sinestro, Abin Sur se présente au Green Lantern en lui expliquant qu'il n'appartient pas à l'espace d'Émeraude. Il dit alors à Hal que le Corps des Green Lantern compte sur lui pour retrouver l'espoir.

## Évolution du personnage

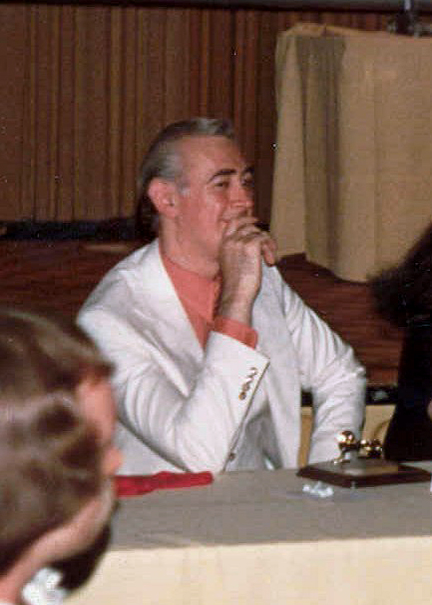
Gil Kane, créateur du personnage avec John Broome.

Abin Sur est créé par Gil Kane et John Broome. Durant les premières apparitions des Green Lantern, il n'était juste qu'un personnage secondaire, décrit comme l'extraterrestre venu de l'espace pour désigner le terrien Hal Jordan à être son successeur et porte-flambeau du Corps des Green Lantern. Après avoir apparu brièvement dans Showcase #22, Abin Sur déserte les planches, à part quelques apparitions dans les trames incluses aux univers alternatifs de DC Comics, ainsi que dans les flashbacks de la continuité principale. En 1981, son esprit apparait dans la série limitée Nekron War, ou il joue un rôle important durant le combat qui oppose Hal Jordan à Nekron. Il apparait ensuite en 1985 dans le flashback intitulé Tygers, qui, une vingtaine d'années plus tard, servira à la réécriture de la trame basique de toute l'existence d'Abin Sur.
Après le succès de Tygers, le personnage acquiert en notoriété auprès des fans, et les scénaristes augmentent conséquemment ses apparitions, surtout dans les flashbacks et en particulier dans Green Lantern Corps et Green Lantern. Il devient aussi un membre très respecté du Corps des Green Lantern, et les super-héros comme Arkkis Chummuck, Tomar Re, ou Eddore considèrent Abin Sur comme un grand sage. 
La série limitée Emerald Dawn a reconsidéré la mort d'Abin Sur comme un sacrifice ultime afin de préserver l'existence du Corps des Green Lantern.
Geoff Johns a par la suite réécrit The five Inversions et Blackest Night d'Alan Moore afin de mettre Abin Sur au goût du jour de l'ère moderne des comics. Dans cette vision de Johns, il est le meilleur ami de Sinestro mais est en désaccord aves les Gardiens de l'univers à propos de la prophéties de Blackest Night. Le scénariste a alors continué à faire évoluer le personnage, le décrivant comme l'un des piliers du Corps des Green Lantern.

## Utilisation de vaisseau spatial
La question s'est toujours posée sur le besoin d'Abin Sur d'utiliser un vaisseau pour se déplacer, alors que l'énergie de la volonté contenu dans son anneau lui donne la possibilité de voler. Dans les premiers series de comics Green Lantern, il est indiqué qu'il utilise ce moyen de transport par crainte de la prophétie concernant sa mort, qui mentionne que son anneau cessera de fonctionner au moment où il en aura le plus besoin. 

### Pendant la période pré-crisis

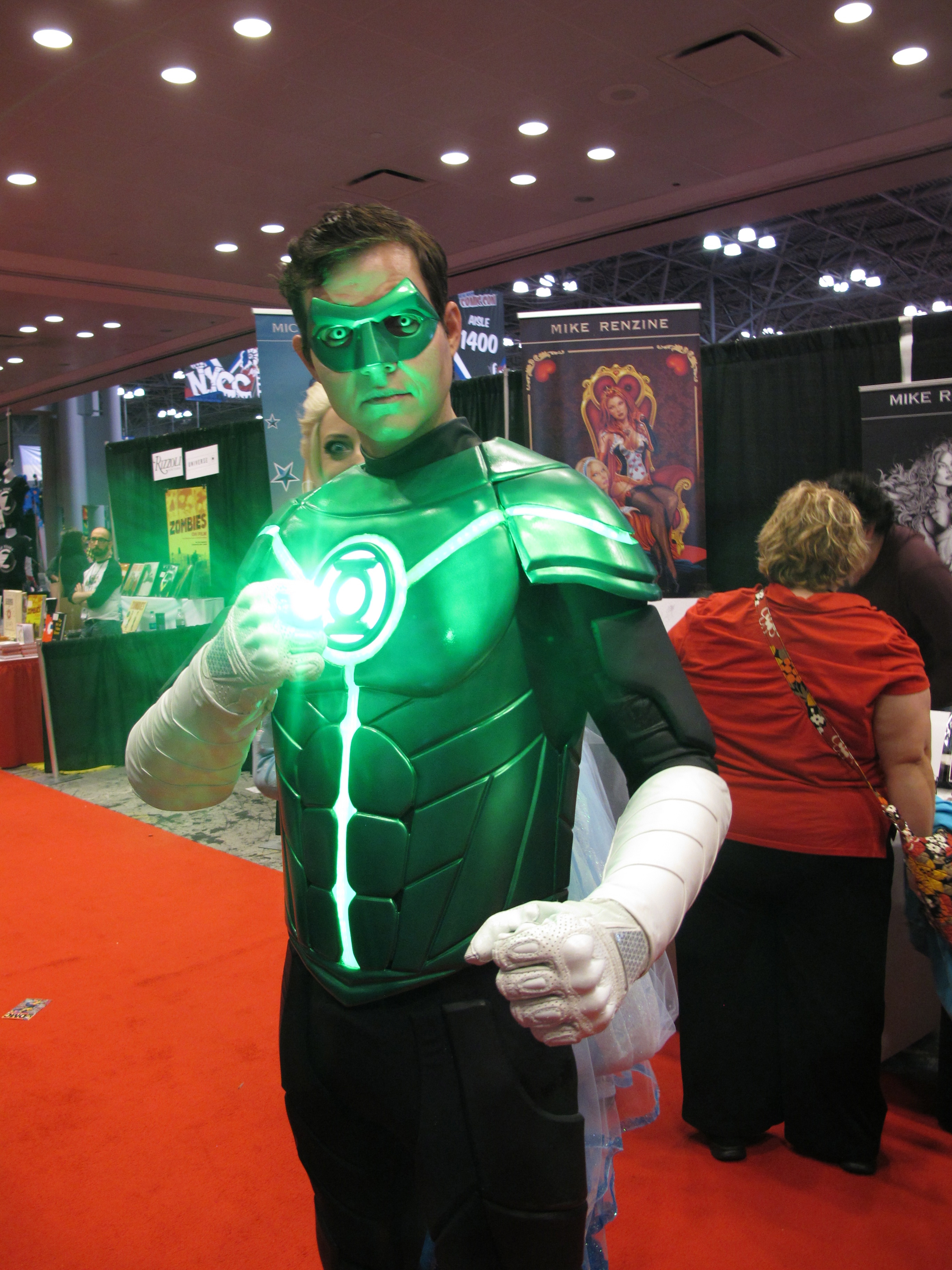
Cosplay de Hal Jordan, successeur d'Abin Sur.

Dans la série Earth's First Green Lantern, Hal Jordan affirme ne pas comprendre pourquoi Abin Sur utilise un vaisseau spatial pour se déplacer. Il demande alors à son anneau davantage d'explications. 
L'anneau raconte comment le héros a trouvé un monde qui est encore figé au moyen âge, et découvre une forme d'énergie parasite qui se nourrit d'êtres vivants, un organisme intelligent, capable d'attaquer des civilisations et bloquer leurs développement. Il réussit à capturer les parasites et les place dans une bulle ; l'une d'entre elles parvient toutefois à s'échapper, attaque d'autres mondes, et se jure de libérer ses autres frères prisonniers. Pour ce faire, il provoque une éruption volcanique sur la planète Ungara afin de le forcer à apparaître. Quand ce dernier finit par sortir de sa cachette, le parasite le suit jusque chez lui et prend possession de son âme, sans qu'il puisse l'en empêcher, car la veille, il a oublié de recharger sa bague avant de s'endormir.
Après avoir repris le contrôle de son esprit et libéré ses amis de l'emprise du parasite, Abin Sur feint d'être toujours prisonnier de l'être, car constatant que son anneau est encore trop faible, il juge qu'une attaque immédiate ne lui sera pas bénéfique. L'être décide alors de le laisser s'en aller avec un astronef, mais avant de partir, il réussit à obtenir sa batterie de puissance, sans que la créature s'en aperçoive. Abin Sur survole la galaxie jusqu'à une planète au couleur de l'énergie verte qui lui permet de recharger son anneau. Une fois que cela est faite, il parvient à vaincre le parasite et l'emprisonne en orbite près du secteur même où était emprisonnés ses amis. Malheureusement, durant le combat, son vaisseau est endommagé par des radiations provenant de la Terre. Perdant alors le contrôle et n'ayant plus assez d'énergie sur son anneau, Abin Sur s'écrase sur la Terre. Gravement blessé, il entame le processus de sélection pour designer Hal Jordan comme son successeur. Le récit de tout cela est fait à Jordan par l'anneau qui contient l'énergie verte de la volonté.
Selon Hal Jordan, cette mésaventure l'a persuadé de garder son identité secrète, lui permettant de naviguer autour de la Terre sans se faire terrasser par les radiations.

### Après la périodeCrisis
Dans la trame intitulée Tyger, parue dans Tales of the Green Lantern Corps n ° 2 (1986), le scénariste Alan Moore explique la question avec une histoire devoilant comment Abin Sur a été chargé par les Gardiens d'une mission de sauvetage sur Ysmault, une planète prison pour une ancienne race de démons, l'Empire des Larmes, vaincue il y a mille ans par Oa. Toutefois, il n'attend pas les instructions des Gardiens concernant cette mission.
Arrivé sur place, il rencontre un démon nommé Qull of the Inversions, un humanoïde avec une bouche béante sur sa poitrine et qui a la tête en forme de langue, crucifié par trois pointes lumineuses surmonté du symbole des Corps du Green Lantern. C'est ce démon qui prédit au héros qu'il va mourir, à un moment critique où son anneau cessera de fonctionner. Abin Sur craint terriblement cette prophétie, et commence à utiliser un vaisseau spatial lors de ses voyages interstellaires, pour s'assurer ainsi sa sécurité, dans l'éventualité ou son anneau cesserait de fonctionner.
Une décennie plus tard, fuyant son ennemi, son vaisseau est terrassé par une radiation provenant de la terre, paralysant temporairement la fonctionnalité de son anneau. Ce jour-là, Abin Sur est mortellement blessé par la Legion, mais il est persuadé avant son dernier souffle que c'est Qull qui est responsable de sa mort. 

### Green Lantern: Secret Origin
Dans la trame de Secret Origins (Green Lantern vol. 4), le destin final d'Abin Sur est scellé avec les esprits démoniaques de Parallax. Pendant sa quête de l'énergie noire, et utilisant alors un vaisseau spatial en raison de sa crainte d'une mort imminente, il est en danger de mort alors qu'il escorte Atrocitus vers la terre. Ce dernier parvient à s'échapper et Sur est forcé à se sacrifier en se crashant sur le désert. Il meurt de ses blessures après avoir averti Sinestro, un des rares Green Lantern à demeurer encore fidèle aux Gardiens. Il rencontre ensuite Hal Jordan et le désigne comme son successeur.

## Autres versions

### Crime Syndicate
Dans l'univers du Crime Syndicate, l'anneau d'Abin Sur est possédé par une entité malveillante appelée Volthoom. Quand il s'écrase sur Terre, son anneau choisit un concierge employé par Carol Ferris.

### Flashpoint
Dans une trame alternative de Flashpoint, Abin Sur est encore le Green Lantern du secteur 2814. Au début du Blackest Night, Il est envoyé sur terre par les Gardiens de l'Univers pour récupérer l'Entité de la Lanterne Blanche et le rapporter sur Oa. Quand il arrive sur terre, son vaisseau est attaqué par un laser, il survit néanmoins après quoi il rencontre Hal Jordan, mais est par la suite arrêté par Cyborg et le gouvernement des États-Unis pour être interrogé sur la raison de sa venue sur Terre. Il accepte de travailler avec les héros présents sur terre, mais est par la suite lâchement attaqué par Sinestro, qui révèle qu'Abin Sur est sur terre à cause de la prophétie du Flashpoint, en rapport avec l'existence d'une autre planète, Ungara, qui a été détruite pour donner naissance à la terre. Il réussit malgré tout à restaurer le cours de l'histoire selon sa propre vision, mais Sinestro parvient à lui couper la main, le privant de l'utilisation de son anneau. Le héros reussit à contourner ce désagrément et parvient finalement à vaincre et emprisonner son adversaire. Les Gardiens contactent alors Abin Sur, lui demandant de ramener l'Entité. Ils nient toutefois les propos de Sinestro à propos du Flashpoint. Ils désistent ensuite Abin du Corps des Green Lantern et lui dit de confier son anneau à un éventuel nouveau recru. Il part ensuite en Europe pour se battre, et quand un tremblement de terre provoque un énorme fissure au sol, son anneau cesse de fonctionner, juste à ce moment-là. L'Entité entre momentanément en osmose avec lui, puis il aperçoit une vision de sa sœur qui lui dit de vivre sa vie dignement et pleinement. Il vole alors vers l'espace pour essayer de réparer les dégâts subi par la Terre à l'issue de cette bataille. Cette version d'Abin Sur apparaît dans le cross-over Convergence.

### Darkest Knight
Dans cet univers alternatif, Bruce Wayne, ayant un léger trouble sur le fondement de sa mission sur Gotham, est temporairement choisi pour être le successeur d'Abin Sur. Il reçoit l'anneau au moment où ce dernier rend l'âme après s'être fait gravement blesser.

### Society of Super-Héros
Sur une Terre alternative, juste après la Seconde Guerre mondiale, il prête main-forte dans une guerre contre l'armée inter-dimensionnel de Vandal Savage. Cette version d'Abin Sur possède des cornes, lui faisant ressembler à l'archétype classique de Satan. Il est ensuite appelé à protéger l'ensemble du multivers contre une armée cosmique déchaînée. Avec d'autres super-héros, il parvient à obtenir victoire.

### Superman: Red Son
Dans Superman: Red Son, le vaisseau de Sur est l'OVNI qui s'est écrasé à Roswell. Il décède peu de temps après le crash, et il est mentionné que J. Edgar Hoover a arrangé pour que Sur et son navire soient cachés dans la Zone 51. En 1978, John F. Kennedy ordonne Lex Luthor d'examiner l'épave du vaisseau d'Abin Sur pour permettre à ce dernier de développer des armes qui serviront à combattre Superman, devenu le dirigeant de l'Union Soviétique.

### Superman: Last Son of Earth
Dans Superman: Last Son of Earth, le Dernier Fils de la Terre, Abin Sur manque à sa mission de protéger la Terre d'une météorite qui a presque détruit la planète, causant la mort de millions de personnes. Il aurait pu empêcher cette catastrophe mais a été préoccupé par d'autres conflits, ailleurs dans son secteur.

### Superman/Batman: Absolute Power
Dans Superman/Batman: Absolute Power, l'anneau de Sur est transmis à Uncle Sam quand Wonder Woman tente de rallier une résistance contre la dictature de Superman et Batman.

### World's Finest
Dans Elseworld's Finest: Supergirl & Batgirl, Abin Sur s'allie avec la Société de justice d'Amérique et particulièrement à Supergirl. Il visite également à plusieurs reprises la planète Krypton.

## Dans d'autres médias

### Télévision
- Il est d'abord apparu dans Challenge of the Superfriends. Lex Luthor fait un voyage temporel et tente de modifier l'histoire en prenant la place de Hal Jordan sur le lieu de réception de l'anneau après la mort d'Abin Sur.
- Il apparaît aussi dans Superman: l'Ange de Metropolis. Il y est present pour le processus de sélection du Green Lantern Kyle et combat Sinestro, qui chasse les membres du Corps des Green Lantern pour voler leurs anneaux[52].
- Il est récemment apparu dans Robot Chicken DC Universe Special, où il a été déchiqueté par un ours[53].

### Longs métrages

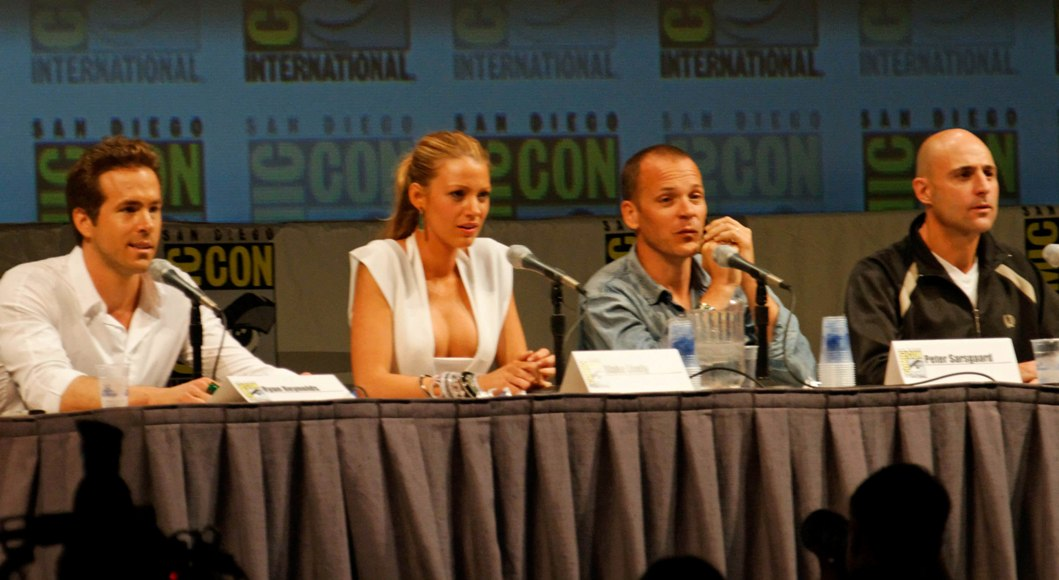
L'équipe du film Green Lantern.

- Abin Sur est incarné par Temuera Morrison dans le film Green Lantern[54], réalisé par Martin Campbell. Il s'écrase sur Terre à bord d'un navire, ou plutôt une capsule d'évasion, après avoir été attaqué par Parallax. Mortellement blessé par ce dernier, il s'écrase sur Terre et passe son anneau à Hal Jordan, qui est choisi comme son successeur, et décède peu de temps après. Le film a été un échec critique et commercial.
- Abin Sur apparaît aussi dans le film d'animation La Ligue des justiciers : Nouvelle Frontière. Il y est pris dans l'explosion d'un vaisseau spatial Américain voyageant vers Mars (qui, ironiquement, a été piloté par Hal Jordan et Rick Flag) et donne son anneau à Hal Jordan avant de mourir.
- Et il apparaît également dans le film de la Warner Premiere intitulé Green Lantern : Le Complot. On y découvre la trame basique de sa rencontre avec Hal Jordan.
- Abin Sur apparaît dans le film Green Lantern : Les Chevaliers de l'Émeraude. Son histoire ici est une adaptation libre de Tygers d'Alan Moore et Kevin O'Neil, avec également Sinestro et Atrocitus[55].
- Enfin, Il apparaît brièvement dans le film d'animation La Ligue des justiciers : Le Paradoxe Flashpoint, qui suit une trame semblable mais légèrement différente du comic.

### Jeux vidéo
Abin Sur est cité dans Lego Batman 3: Beyond Gotham sur le niveau « Jailhouse Nok », où Martian Manhunter mentionne qu'il est le fondateur de la Tribu Indigo. Des statues de lui tenant une lanterne Indigo apparaît également dans le jeu.